# Vieillard sous la lune

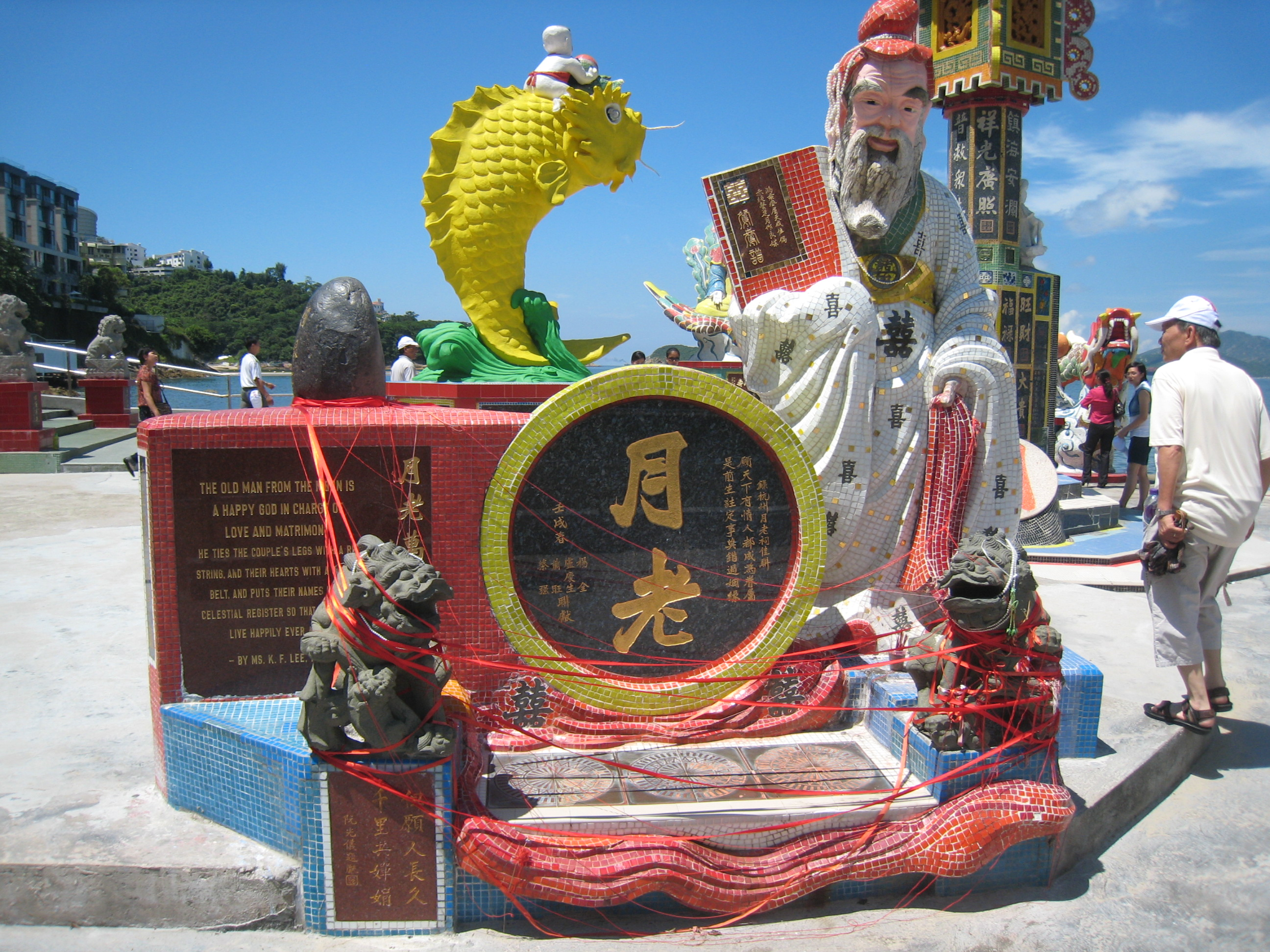
Représentation du vieillard sous la lune à Repulse Bay, Hong Kong

Le vieillard sous la lune 月下老人 (pinyin : yuexiàlaǒrén) ou 月老 (yuèlaǒ) est un personnage de la mythologie et du folklore chinois qui détermine les alliances matrimoniales en fabriquant les effigies en terre des futurs époux, qu’il relie ensuite par un fil de soie rouge. Dans certains temples, on peut s’adresser à sa statue pour solliciter une alliance. C’est un vieil homme à barbe blanche tenant dans la main gauche le registre des mariages et dans la droite une canne.
Le rouge est une couleur auspicieuse associée aux noces. La coutume de faire tenir lors de la cérémonie de mariage l’extrémité d’un fil rouge par chacun des époux était déjà connue sous les Tang. Le fil a été remplacé par un mouchoir sous les Song. Présenter deux personnes en vue du mariage se dit « tendre le fil rouge » 
Pour expliquer les problèmes que rencontrent certains mariages, on raconte parfois que le vieillard ne dispose que d’un local limité pour faire sécher les effigies en terre qu'il fabrique et doit en laisser plusieurs dehors. Parfois la pluie les fait fondre en partie, ce qui diminue l'entente du couple.

## Légende
La lune associée à la déesse Chang'e a depuis longtemps en Chine une connotation romantique. Le mythe du vieillard sous la lune apparait pour la première fois sous les Tang dans l’Auberge des fiançailles , un des contes du recueil de récits fantastiques Xuyouguailu  de Li Fuyan (775-833). Les parties entre crochets [...], qui sont des ajouts d’auteurs ultérieurs, peuvent varier légèrement selon les versions.
Un beau soir, un tout jeune voyageur nommé Wei Gu descendit pour une nuit dans une auberge de Songcheng. Près de l’entrée, sous la clarté lunaire, il vit un vieil homme appuyé contre un sac de toile qui semblait consulter un registre. Intrigué il s’approcha : les pages du registre étaient blanches. Il ne put s’empêcher de lui demander ce qu’il pouvait bien y chercher. Le vieillard lui répondit : « Toutes les unions matrimoniales du monde sont inscrites dans ce registre. » et comme Wei Gu regardait le sac d’un air interrogateur : « Ce sont des fils de soie rouge qui, une fois attachés aux pieds de deux personnes, les vouent à être époux, quelle que soit la distance sociale ou géographique qui les sépare actuellement, même si leurs familles sont ennemies jurées. »
La curiosité l’emportant sur la raison, Wei Gu ne put s’empêcher de lui demander s’il savait qui il épouserait. Le vieil homme lui répondit en riant : « Contre le mur nord de l’auberge, il y a l’étal d’une vieille marchande de légumes. Ta future épouse, c’est sa petite-fille. » Le jeune homme, pensant qu’il se moquait de lui, monta se coucher sans plus rien demander. [ Le lendemain, par curiosité, il alla jeter un coup d’œil et vit effectivement, courant de ci de là près du dit étal, une petite fille au nez mal essuyé qui ne payait pas de mine. Vexé, il la poussa alors qu’elle passait près de lui. L’enfant tomba et se mit à pleurer à grand bruit ; Wei Gu s’éclipsa mi-honteux mi-rageur.]
Quelques années passèrent. S’étant distingué lors d’une campagne militaire, Wei Gu se trouva fiancé à la fille du chef de l’arsenal de Xiangzhou. [ Le soir des noces, découvrant selon la coutume le visage de sa femme pour la première fois, il fut intrigué par une mouche qu’elle portait entre les sourcils. Elle lui expliqua : « Lorsque j’étais petite, un jour que je tenais compagnie à ma grand-mère, un voyou m’a fait tomber sur le front et j’en ai gardé une cicatrice. »] Wei Gu dut alors se rendre à l’évidence : sa femme était bien la petite fille annoncée et le vieillard était bien un dieu. Il confessa son histoire, qui finit par parvenir aux oreilles du préfet de Songcheng. Celui-ci fit renommer l’auberge « Auberge des fiançailles » et l’existence du vieillard sous la lune fut bientôt connue de tous. Quant à Wei Gu et sa femme, ayant pris conscience que leur union n’était pas le fruit du hasard, ils eurent à cœur de ne jamais se disputer.

## Culte

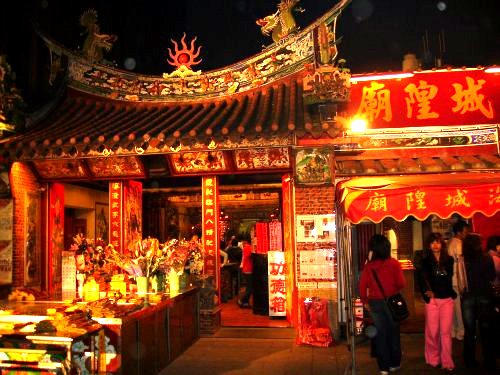
Le Temple de Xiahai à Taipei abrite une statue du vieillard sous la lune

La statue du vieillard sous la lune se trouve en général dans un grand temple, comme celui du Dieu préfet ; les temples qui lui sont spécialement consacrés sont rares. Chaque lieu a ses règles en matière d’offrandes et de remerciements dus en cas de réussite. On ne peut en principe solliciter qu’une seule alliance, en indiquant clairement son nom et son adresse. Certains préparent deux petits plombs reliés par un fil rouge qu’ils font passer au-dessus du brûle-parfum du temple et portent ensuite sur eux ou placent sous leur oreiller. L’anniversaire du dieu est célébré le jour de la Fête de la mi-automne.
　　

## Autres divinités compétentes en matière de cœur

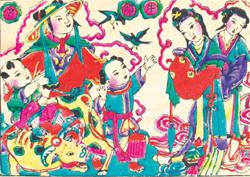
Dame des sept étoiles

- La déesse de la lune[8], assimilée tantôt à Chang'e, Dame du palais lunaire[9], tantôt à une déité bouddhique, le Bodhisattva de la clarté lunaire Chandraprabha[10], l'un des acolytes du Bouddha médecin.
- La Dame des sept étoiles de la Grande Ourse[11], à l’honneur le jour de Qi Qiao Jie. Elle protège les enfants et les jeunes filles jusqu’au mariage ; autrefois les parents lui faisaient une offrande pour les seize ans de leur fille. On prétend parfois que c’est elle qui rédige le registre divin des mariages, qu’elle soumet au Dieu du Ciel, qui le transmet ensuite au vieillard sous la lune.
- Le Bouddha de Sizhou[12] : cette divinité, dont le culte serait parti de Sizhou dans le Jiangsu, était surtout connue dans les provinces de Guangdong et Fujian comme recours en cas de chagrin d’amour ou de problèmes de couple. Il fallait gratter un peu de l’arrière du crâne de son effigie et mettre la poussière obtenue sur le corps de la personne dont on espérait retrouver l’affection. Ce « bouddha » a une origine particulière : on raconte qu’un cadavre de noyé vint un jour aborder à proximité d’un temple bouddhique. Les moines le repoussèrent, mais il revenait toujours. L’un d’eux lui dit : « Si tu es un bouddha, retourne-toi pour le prouver. » le corps se retourna effectivement. Les moines le sortirent de l’eau, l’embaumèrent et le placèrent dans le temple.